# XXXX (Fourex)
XXXX (o Fourex) es una marca de cerveza australiana originaria estatal del Queensland. Está producida por la cervecería Castlemaine Perkins a Milton, en la periferia de Brisbane.

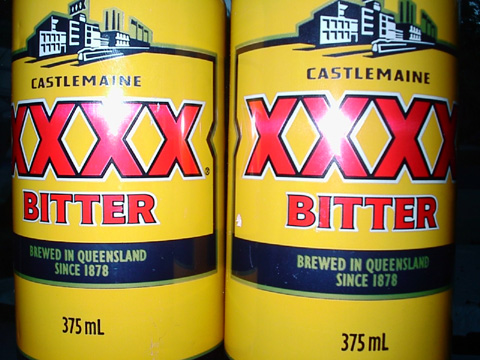
Detalle de botellas de XXXX Bitter, el producto más conocido de la gama XXXX.

La marca XXXX fue lanzada en 1924 por la sociedad Castlemaine Brewers (resultada posteriorment Castlemaine Perkins), una cervecería en activo bajo este nombre desde 1878 pero que encuentra su origen en una compañía fundada desde 1857 a Castlemaine, en el Estado de Victoria(Australia). Resultada una institución en el Estado del Queensland, su escaño se señala por una muy gran firma luminosa compuesta de cuatro « X » instalada desde los años 1950 y visible de muy lejos. Otro símbolo de la compañía, « Mister Fourex » es en algún tipo la mascota de la marca. Este personaje vestido a la moda de los años 1920 y peinado de un "canotier" figura todavía sobre numerosos carteles publicitarios.
La marca XXXX se origina en la costumbre australiana, de designar la fuerza de una cerveza usando de uno o varias " X ". El ancestro de las cervezas vendidas bajo esta etiqueta era la XXX (Triplex) Sparking Ale, removida desde 1878 pero que ha desaparecido hoy del mercado. Hoy en día, la marca se declina en XXXX Bitter, XXXX Gold, XXXX Light Bitter, XXXX DL, Sovereign y XXXX Export Lager (para la exportación). La más conocida queda la XXXX Bitter : conteniendo 4,8 % de alcohol, es con la XXXX Export Lager lo una de las más fuertes de la gama. Los menos fuertes son la XXXX Gold, titrant 3,5 %, y la XXXX Light Bitter, que no contiene que 2,3 % de alcohol.